# Cymbidium hookerianum
Espèce
Statut CITES
Cymbidium hookerianum est une espèce de plantes à fleurs de la famille des Orchidaceae. C'est une orchidée épiphyte originaire d'Asie du Sud.

## Description
C'est une orchidée de taille moyenne à grande, qui préfère le froid, est une épiphyte à pseudobulbe ovoïde, à feuilles allongées ligulées, acuminées et articulées. Les fleurs forment une inflorescence forte, gainée à la base et pendante en arc de 75 cm de long, avec des bractées triangulaires à la base des fleurs et qui porte de 6 à 15 fleurs, de 14 cm de long, très parfumées et de longue durée de vie. La floraison a lieu en fin d'hiver et au printemps.

## Distribution et habitat
Son habitat naturel est le Népal, le Bhoutan et le Sikkim sur les pentes abruptes de la forêt dense humide et les forêts de chênes à une altitude comprise entre 1 600 et 2 400 mètres.

## Synonymes
- Cymbidium grandiflorum Griff. (1851)
- Cyperorchis grandiflora (Sw.) Schltr. 1924